# Working Title Films
Working Title Films is een Brits filmproductiebedrijf. Het bedrijf werd in 1983 opgericht door Tim Bevan en Sarah Radclyffe. Sinds het vertrek van Radclyffe in 1991 wordt het geleid door Bevan en Eric Fellner. Working Title Films werkt voornamelijk met Universal Pictures en StudioCanal.
Sinds de oprichting in 1983 heeft Working Title Films meer dan 100 films geproduceerd, waarmee wereldwijd ruim 6 miljard dollar is verdiend. De films van het bedrijf zijn bekroond met talloze Oscars en BAFTA-prijzen en nominaties en talloze prijzen op de filmfestivals van Cannes en Berlijn. Het bedrijf heeft zijn hoofdkantoor in Londen en heeft ook een kantoor in Los Angeles.